# 가법군
가법군(Additive group,加法群) 또는 덧셈군은 수학에서 이항 연산 덧셈에 대하여 닫혀 있고, 결합 법칙과 교환 법칙이 성립하는 군이다.

## 군
한편 군(群)은 하나의 연산에 대하여 닫혀 있는 집합에서 결합 법칙이 성립하고 항등원(단위원)과 역원이 있는 집합이다. 예를 들어, 정수 전체의 집합에서는 임의의 두 원소를 더하여 얻은 결과도 그 집합에 포함되어 있으므로, 정수 전체의 집합은 덧셈에 대하여 군이 된다.

## 승법군
가법군에서 연산이 승법(곱셈)인 경우는 승법군(乘法群,Multiplicative group)이 된다.  군(G)은 가법군과 승법군을 포함한다. 한편 이러한 군에 교환법칙을 정의함으로써 가환군(또는 아벨군)을 얻을수있다.  G가 유한한 원소의 집합인 경우는 유한군이며, 무한한 경우 무한군이 된다.

## 같이 보기
- 치환군
- 부분군
- 순환군